# Dasypolia serrata
Dasypolia serrata är en fjärilsart som beskrevs av Feichenberger 1962. Dasypolia serrata ingår i släktet Dasypolia och familjen nattflyn. Inga underarter finns listade i Catalogue of Life.